# Möhnesee (Vogelschutzgebiet)
Das Gebiet Möhnesee ist ein mit Verordnung von 1983 des Regierungspräsidiums Arnsberg ausgewiesenes Europäisches Vogelschutzgebiet (Schutzgebietkennung DE-4514-401) im deutschen Land Nordrhein-Westfalen.
Die Vogelschutzrichtlinie der Europäischen Union dient der Erhaltung der wildlebenden, im Gebiet ihrer Mitgliedsstaaten heimischen Vogelarten und der Regelung des Schutzes, der Bewirtschaftung und der Regulierung dieser Vögel, ihrer Eier und Lebensräume.

## Lage
Das rund 12 Quadratkilometer große Vogelschutzgebiet „Möhnesee“ liegt im Kreis Soest. Es erstreckt sich über den namensgebenden Stausee der Möhnetalsperre am Übergang vom waldreichen Sauerland zur Westfälischen Bucht.

## Beschreibung
Das Schutzgebiet „Möhnesee“ wird als „international bedeutsames Durchzugs- und Überwinterungsgewässer für bis zu 20.000 hier rastenden Wasservögel, besonders für Gänsesäger, Schellente und Tafelente“ beschrieben.

### Lebensraumklassen
|                                                                                         |                                                                                         |  |      |      |
| N06 – Binnengewässer, stehend und fließend                                              | N06 – Binnengewässer, stehend und fließend                                              |  | 95 % | 95 % |
| N16 – Laubwald                                                                          | N16 – Laubwald                                                                          |  | 3 %  | 3 %  |
| N20 – Kunstforste                                                                       | N20 – Kunstforste                                                                       |  | 1 %  | 1 %  |
| N23 – Sonstiges (einschl. Städte, Dörfer, Straßen, Deponien, Gruben, Industriegebiete)0 | N23 – Sonstiges (einschl. Städte, Dörfer, Straßen, Deponien, Gruben, Industriegebiete)0 |  | 1 %  | 1 %  |
|                                                                                         |                                                                                         |  |      |      |

### Lebensraumtypen
Im Schutzgebiet „Möhnesee“ kommen folgende FFH-Lebensraumtypen vor:
- 3260 – Flüsse der planaren bis montanen Stufe mit Vegetation des Ranunculion fluitantis und des Callitricho-Batrachion
- 9110 – Hainsimsen-Buchenwald
- 9160 – Subatlantischer oder mitteleuropäischer Stieleichenwald oder Sternmieren-Eichen-Hainbuchenwald
- 91E0 – Auen-Wälder mit Schwarz-Erle und Gemeiner Esche

## Schutzzweck
Genereller Schutzzweck ist die Sicherung und Optimierung der Rast- und Überwinterungsgebiete der Wasservögel.
Die gebietsbezogenen Erhaltungs- und Entwicklungsziele sind je nach Art unterschiedlich beschrieben.

### Brutvögel

#### Eisvogel

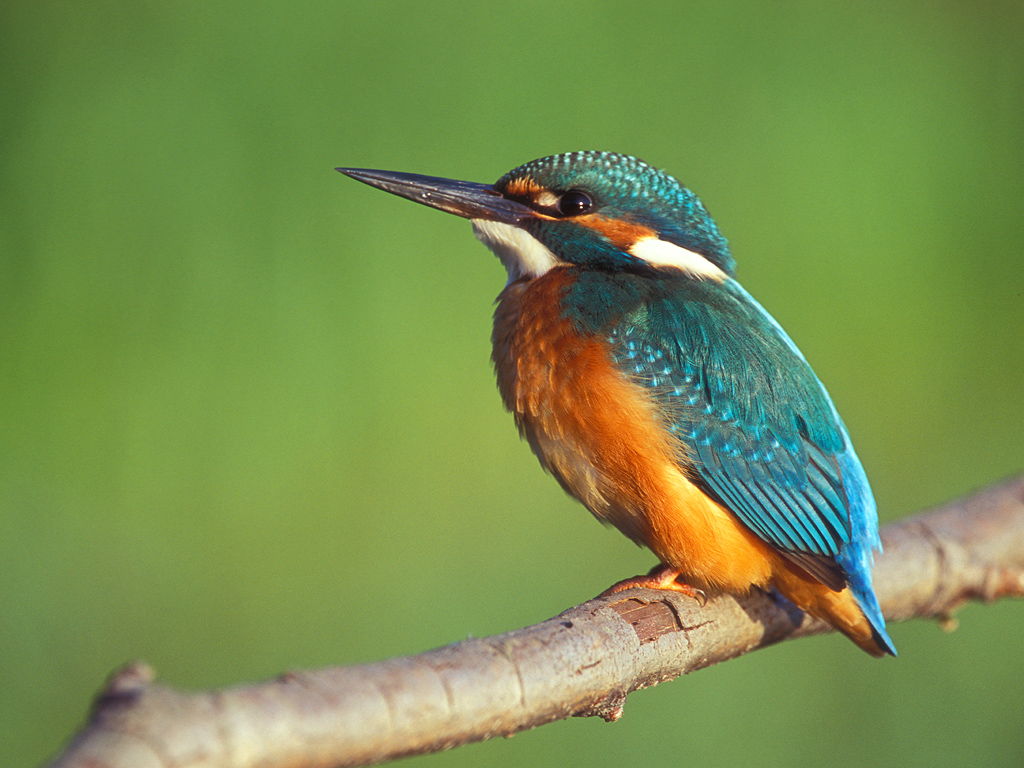
Eisvogel

Erhaltung der naturnahen Gewässer, von Steilwänden und Abbruchkanten aus grabbarem Substrat in Gewässernähe, von für die Brutröhrenanlage geeigneten Wurzeltellern umgestürzter Bäume in Gewässernähe, von Strukturen, die als Ansitz für die Jagd genutzt werden können wie starke Ufergehölze mit über das Gewässer hängenden Ästen, Erhaltung einer Wasserqualität, die gute Sichtbedingungen für den Beutefang gewährleistet, einer Gewässerdynamik, die die Neubildung von zur Nestanlage geeigneten Uferabbrüchen ermöglicht, Erhaltung von Sekundärlebensräumen wie aufgelassene Abbaustätten mit Gewässern und Steilufern, des Nahrungsangebots mit Kleinfischarten und Jungfischaufkommen sowie Erhaltung störungsfreier oder zumindest störungsarmer Fortpflanzungsstätten während der Fortpflanzungszeit vom 15. Februar bis zum 15. September.

#### Mittelspecht

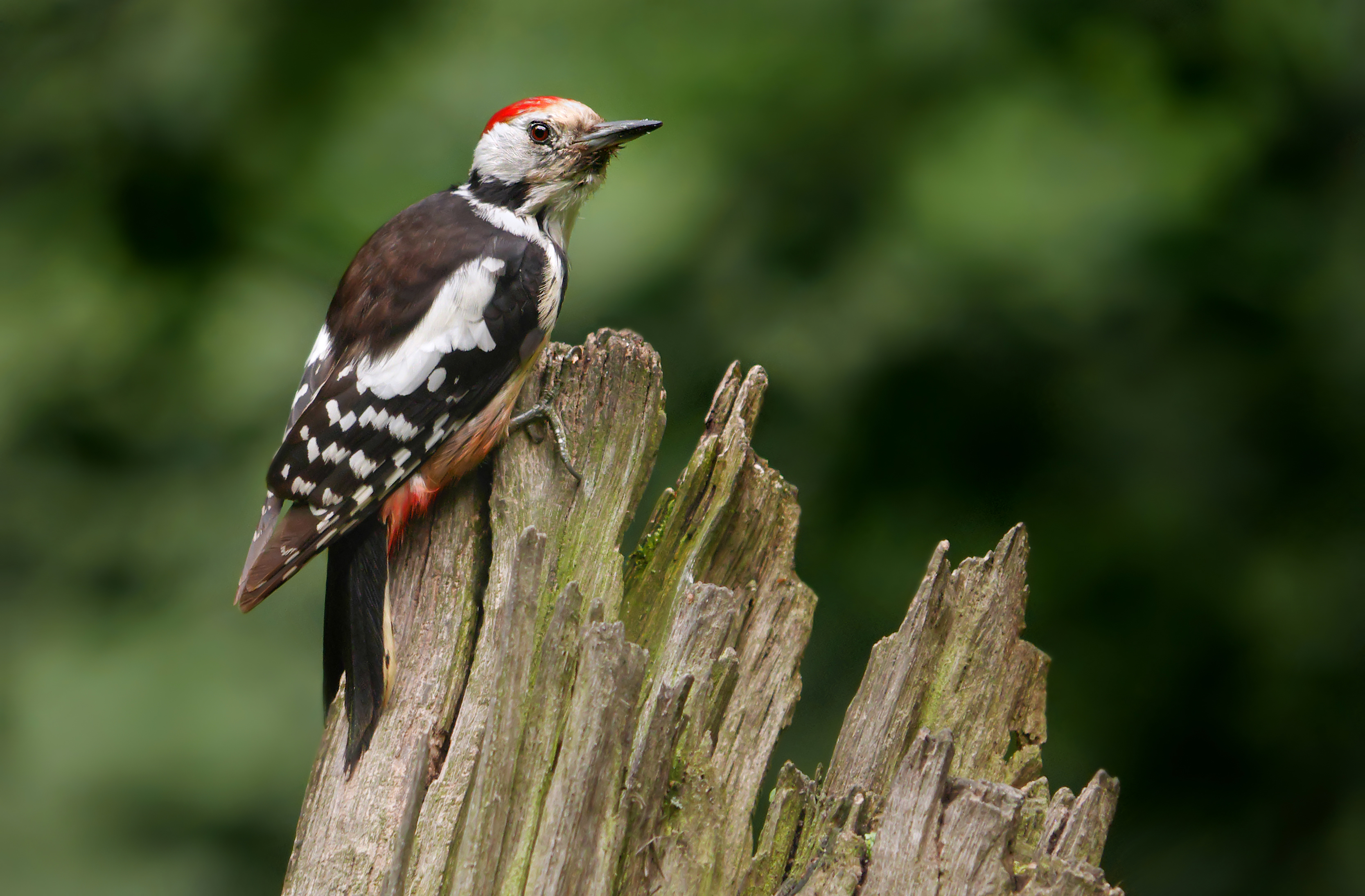
Mittelspecht

Erhaltung und Entwicklung von ausgedehnten, lebensraumtypischen Laub- und Mischwäldern sowie von Hartholzauen mit hohen Alt- und Totholzanteilen (bis zu zehn Bäume/Hektar), die Erhöhung des Eichenwaldanteils, die Vermeidung der Zerschneidung und Verinselung geeigneter Waldgebiete, die Verbesserung des Nahrungsangebotes, die Erhaltung von Höhlenbäumen sowie Förderung eines dauerhaften Angebotes geeigneter Brutbäume (vor allem Bäume mit Schadstellen und morsche Bäume), sowie die Vermeidung von Störungen an den Brutplätzen von März bis Juni.

### Zugvögel und Wintergäste

#### Fischadler
Zurzeit sind keine speziellen Maßnahmen erforderlich (Stand 2020).

#### Gänsesäger
Erhaltung und Entwicklung von geeigneten Nahrungsgewässern sowie die Vermeidung von Störungen an Rast-, Nahrungs- und Schlafplätzen.

#### Krickente
Erhaltung und Entwicklung von störungsarmen Nieder- und Hochmooren, Auen und Altarmen, Stillgewässern, Seen und Kleingewässern mit natürlichen Verlandungszonen, vegetationsreichen Uferröhrichten und angrenzenden Feuchtwiesen, die Verbesserung des Wasserhaushaltes zur Stabilisierung eines hohen Grundwasserstandes in Feuchtgebieten und Grünländern, die schonende Gewässerunterhaltung, die Reduzierung von Nährstoff- und Schadstoffeinträgen im Bereich der Brut- und Nahrungsplätze durch Anlage von Pufferzonen sowie die Vermeidung von Störungen an den Brutplätzen (April bis Juli) sowie an Rast- und Nahrungsflächen.

#### Löffelente

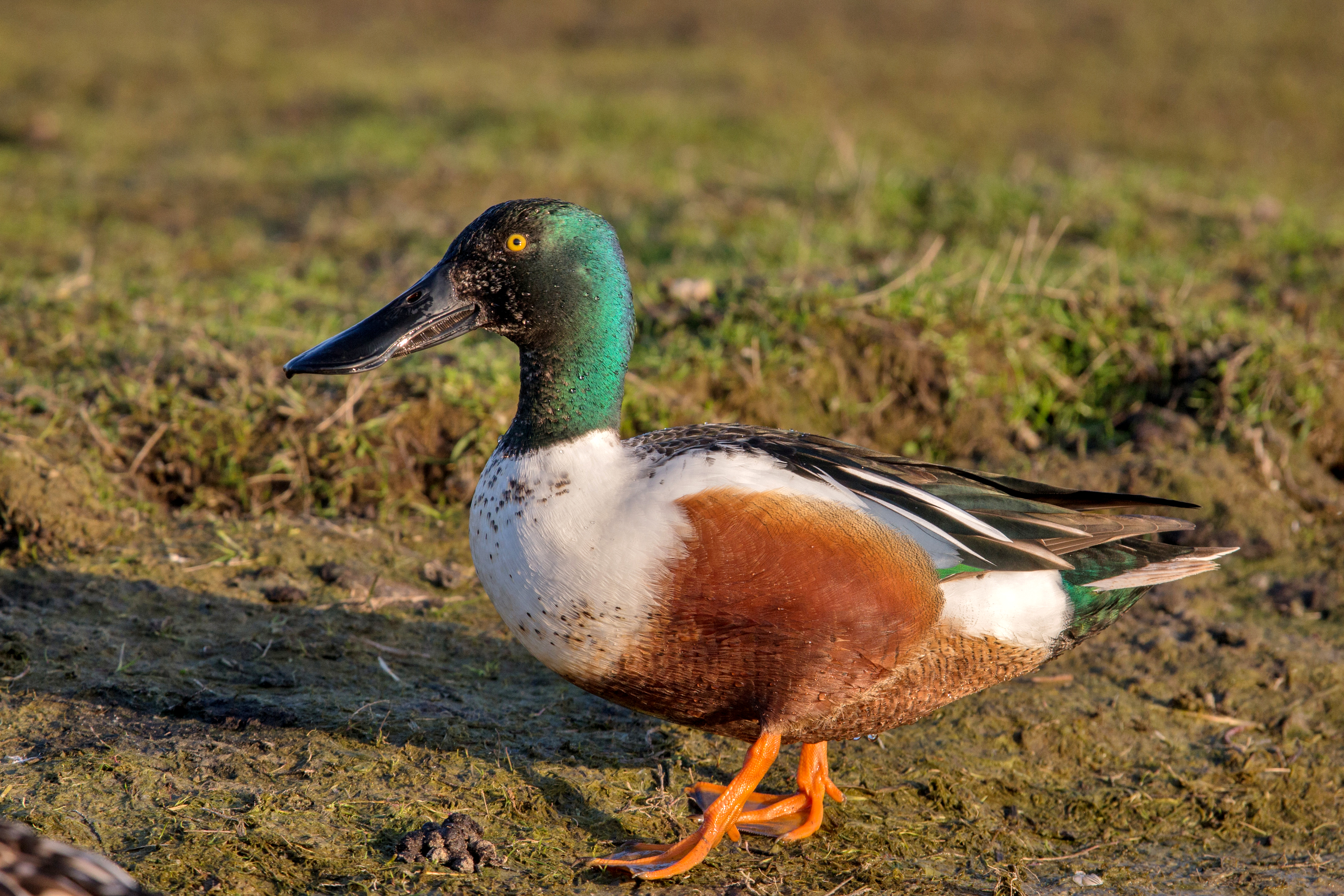
Löffelente

Erhaltung und Entwicklung von störungsarmen Nieder- und Hochmooren, Auen und Altarmen, Stillgewässern, Seen und Kleingewässern mit natürlichen Verlandungszonen, vegetationsreichen Uferröhrichten und angrenzenden Feuchtwiesen, Verbesserung des Wasserhaushaltes zur Stabilisierung eines hohen Grundwasserstandes in Feuchtgebieten und Grünländern, die schonende Gewässerunterhaltung, die Reduzierung von Nährstoff- und Schadstoffeinträgen im Bereich der Brut- und Nahrungsplätze durch Anlage von Pufferzonen sowie die Vermeidung von Störungen an den Brutplätzen (April bis August) sowie an Rast- und Nahrungsflächen.

#### Rotmilan

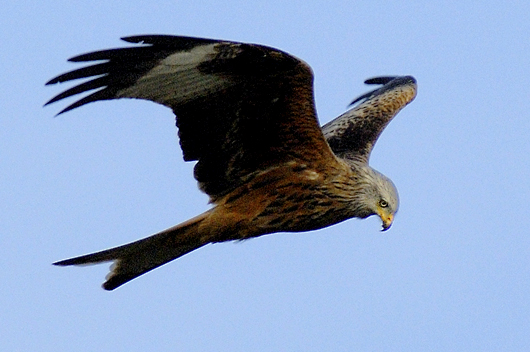
Rotmilan

Erhaltung von vielfältig strukturierten Kulturlandschaften mit lichten Waldbeständen, von Feldgehölzen, großen Einzelbäumen und Baumreihen in der offenen Landschaft, von Grünland, von Altholzinseln und alten, großkronigen Bäumen mit freier Anflugmöglichkeit, Erhaltung der Bäume mit Horsten, der Lebensräume ohne Gefahrenquellen wie nicht vogelsichere Freileitungen und Windkraftanlagen sowie die Erhaltung störungsfreier oder zumindest störungsarmer Fortpflanzungsstätten während der Fortpflanzungszeit vom 1. März bis zum 31. August.

#### Schellente
Erhaltung und Entwicklung von geeigneten Nahrungsgewässern sowie die Vermeidung von Störungen an Rast- und Nahrungsflächen.

#### Schwarzstorch

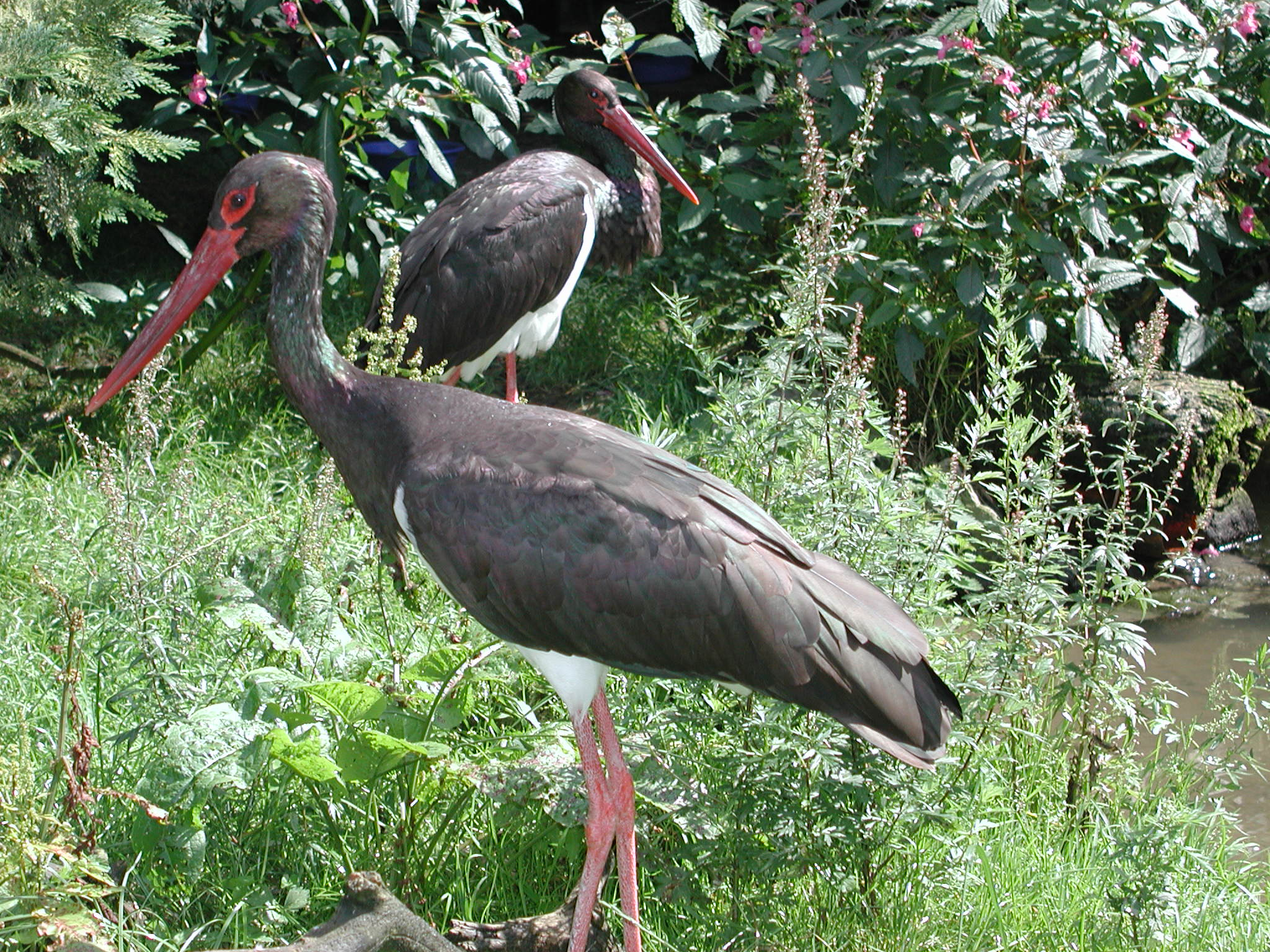
Schwarzstorch

Erhaltung der natürlichen und naturnahen Feuchtgebiete wie Flussniederungen, Auenlandschaften und Moore, der Flachwasserzonen an stehenden und schwach fließenden Gewässern sowie der Überschwemmungsflächen, der Röhrichte, Großseggenriede und Schilfbestände mit offenen Gewässerbereichen, Erhaltung von langen Röhricht-Wasser-Grenzlinien wie sie durch Buchten, Schilfinseln und offene Wassergräben sowie kleinere freie Wasserflächen innerhalb der Röhrichte zustande kommen, Erhaltung von großflächigen Offenlandkomplexen aus Grünland und Mooren mit hohen Grundwasserständen, Erhaltung einer Wasserqualität, die gute Sichtbedingungen für den Beutefang gewährleistet, der Lebensräume ohne Gefahrenquellen wie nicht vogelsichere Freileitungen, ungesicherte Schornsteine und Windkraftanlagen, Erhaltung des Nahrungsangebots, insbesondere mit Fischen, Amphibien, Kleinsäugern, Großinsekten, Reptilien und Regenwürmern sowie die Erhaltung störungsfreier oder zumindest störungsarmer Rast- und Schlafplätze sowie Überwinterungs- und Nahrungsgebiete.

#### Silberreiher
Zurzeit sind keine speziellen Maßnahmen erforderlich (Stand 2020).

#### Spießente
Erhaltung und Entwicklung von vegetationsreichen Nahrungsgewässern mit seichten Flachwasserbereichen, die Reduzierung von Nährstoffeinträgen im Bereich der Brut- und Nahrungsplätze sowie die Vermeidung von Störungen an Brut-, Rast- und Nahrungsplätzen.

#### Tafelente

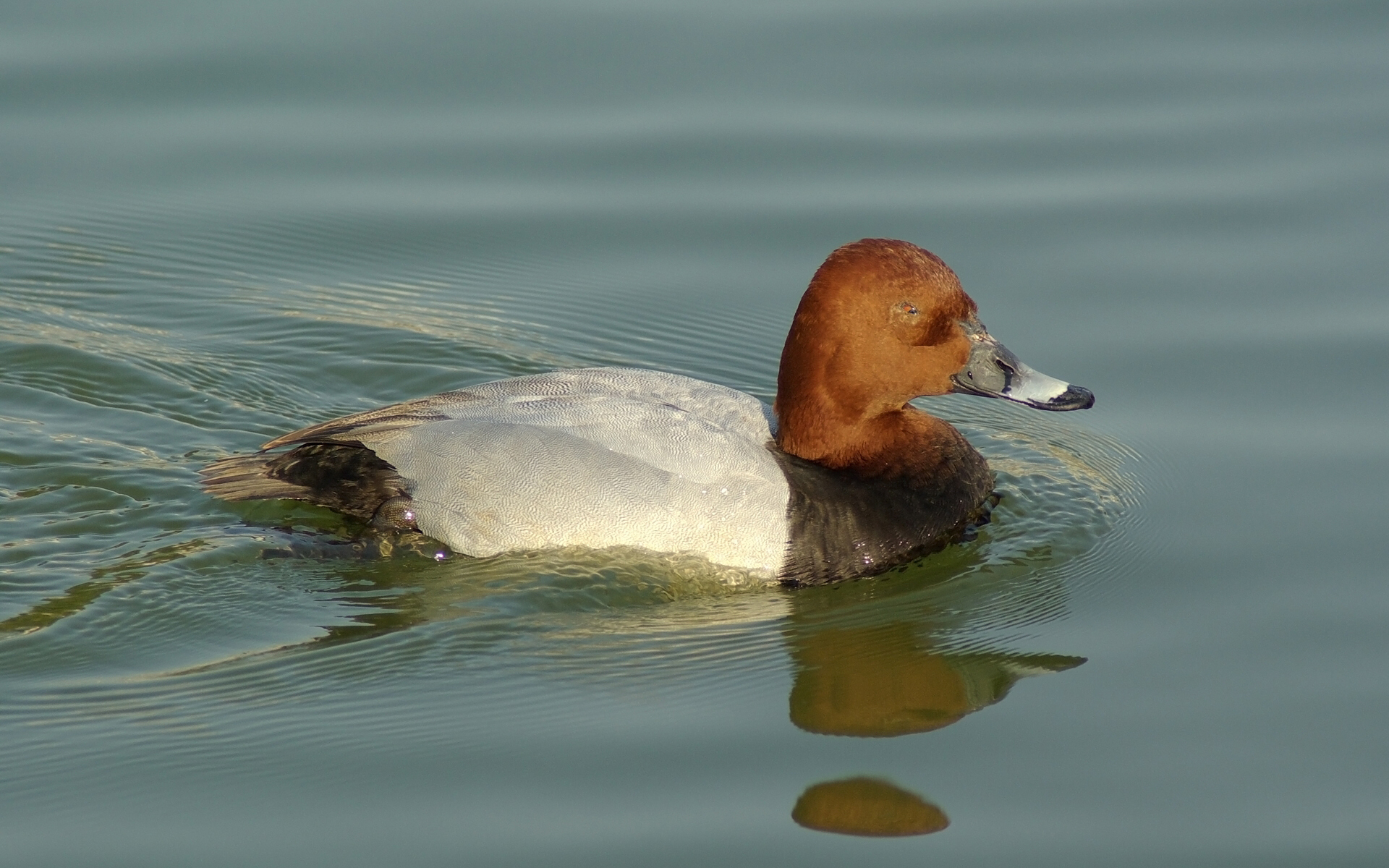
Tafelente

Erhaltung und Entwicklung von naturnahen, störungsarmen Stillgewässern (Altarme, Seen) mit offener Wasserfläche und vegetationsreichen Uferröhrichten und einem guten Nahrungsangebot, die Verbesserung des Wasserhaushaltes zur Stabilisierung eines hohen Grundwasserstandes, die schonende Gewässerunterhaltung, die Reduzierung von Nährstoff- und Schadstoffeinträgen im Bereich der Brut- und Nahrungsplätze durch Anlage von Pufferzonen sowie die Vermeidung von Störungen an den Brut- (April bis August), Rastplätzen und Nahrungsflächen.

#### Zwergsäger
Erhaltung und Entwicklung von geeigneten Nahrungsgewässern sowie die Vermeidung von Störungen an Rast- und Nahrungsflächen.

#### Zwergtaucher
Erhaltung und Entwicklung von naturnahen, störungsarmen Stillgewässern mit dichter Schwimmblatt- und Ufervegetation, Verlandungszonen, die Verbesserung des Wasserhaushaltes zur Stabilisierung eines hohen Grundwasserstandes in Feuchtgebieten, die Reduzierung von Nährstoff- und Schadstoffeinträgen im Bereich der Brutplätze durch Anlage von Pufferzonen bzw. Nutzungsextensivierung sowie die Vermeidung von Störungen an den Brutplätzen (April bis Anfang September) und an Rast- und Nahrungsflächen.

## Zusammenhang mit anderen Schutzgebieten
Mit dem Vogelschutzgebiet „Möhnesee“ sind folgende, zusammenhängende Schutzgebiete (Auswahl) ausgewiesen:
- Naturpark Arnsberger Wald
- Naturschutzgebiet Hevearm und Hevesee (SO-005)